# Juan Antonio Rascón Navarro Seña y Redondo
Juan Antonio Rascón Navarro Seña y Redondo (* 1821 in Madrid; † 1902 in Córdoba) war ein spanischer Diplomat.

## Leben
Juan Antonio Rascón Navarro Seña y Redondo war der Sohn von María de los Santos Navarro y Redondo.
Er studierte Rechtswissenschaft und übte den Beruf des Rechtsanwalts aus.
Von 1862 bis 1864 war er Gesandter beim Bundestag (Deutscher Bund) in Frankfurt am Main, von 1869 bis 1872 war er Gesandter in Berlin.
Von 1881 bis 1886 war er Botschafter in Konstantinopel.
Von November 1888 bis Dezember 1890 war Juan Antonio Rascón Navarro Sena y Redondo erneut Botschafter in Berlin.
In dieser Zeit verhandelte er den s:Postvertrag zwischen Deutschland und Spanien 19. April 1872.
Von Dezember 1892 bis April 1895 war er Ministre plénipotentiaire in Rom.
Von 1897 bis 1900 war er Ambassador to the Court of St James’s.
Er war Senator für Alicante und Puerto Rico in der Cortes (Ständeversammlung).
Er liegt im Panteón de María Victoria de Rascón y Anduaga.